# 金日成综合大学
金日成綜合大學（朝鲜语：／），位於朝鮮民主主義人民共和國首都平壤市東北部大城區的龍南山山麓，1946年10月1日建校，是朝鮮半島北部的第一所正規大學，以「幹部培養基地」、「主體思想教育与科學的最高學府」自居。金日成綜合大學结束了朝鮮半島北部沒有大學的歷史（朝鮮半島上最早的正規大學是於日本殖民時期在今南韓首爾設立的京城帝國大學，現為首爾大學的一部分）。
2010年，该校擁有7個專科大學（學院）、15個學系、約50多個專業學科、約2000多名教職員和約10000多名學生（全日制、夜間或远程教学），設置了基礎科學中心、社會科學中心、信息中心、催化劑研究所、原子能研究所、科學實驗器具研究所、分析研究所、電子材料研究所等10多個研究中心和研究所。2019年起，該校校長是崔相建。

## 历史背景
- 1945年11月，金日成提議建立幹部培養基地，發起組織建立綜合大學籌備委員會，並積極推行這項工作。
- 1946年7月，朝鮮人民臨時委員會以金日成之名，將綜合大學命名為「金日成綜合大學」。
- 1946年10月1日，金日成綜合大學宣告成立，初期只設有7個學系、60多位教師及1,500位學生。
- 1948年，從金日成綜合大學分出了平壤工業大學（現為金策工業綜合大學）、平壤醫科大學和元山農業大學。
- 2010年，新建了財政專科大學，其後又合併了平壤醫科大學、平壤農業大學及桂應泰農業大學。

## 校园设施
以豎立在龍南山頂峰的金日成主席銅像為中心，有三個專科大學、13個系、10多個研究中心和研究所、研究院及博士院。教師、研究員中很多人獲得學位。大學有主樓和1、2號教學樓，有200萬部圖書的科學圖書館、自然博物館、出版社、印刷廠、實習工廠、大學副業農場、體育館、宿舍、海洋實習所、大學醫院、靜養所、綜合服務設施等。該校共有200個教室、180多個實驗室、200多個教研室和研究室。

## 机构设置

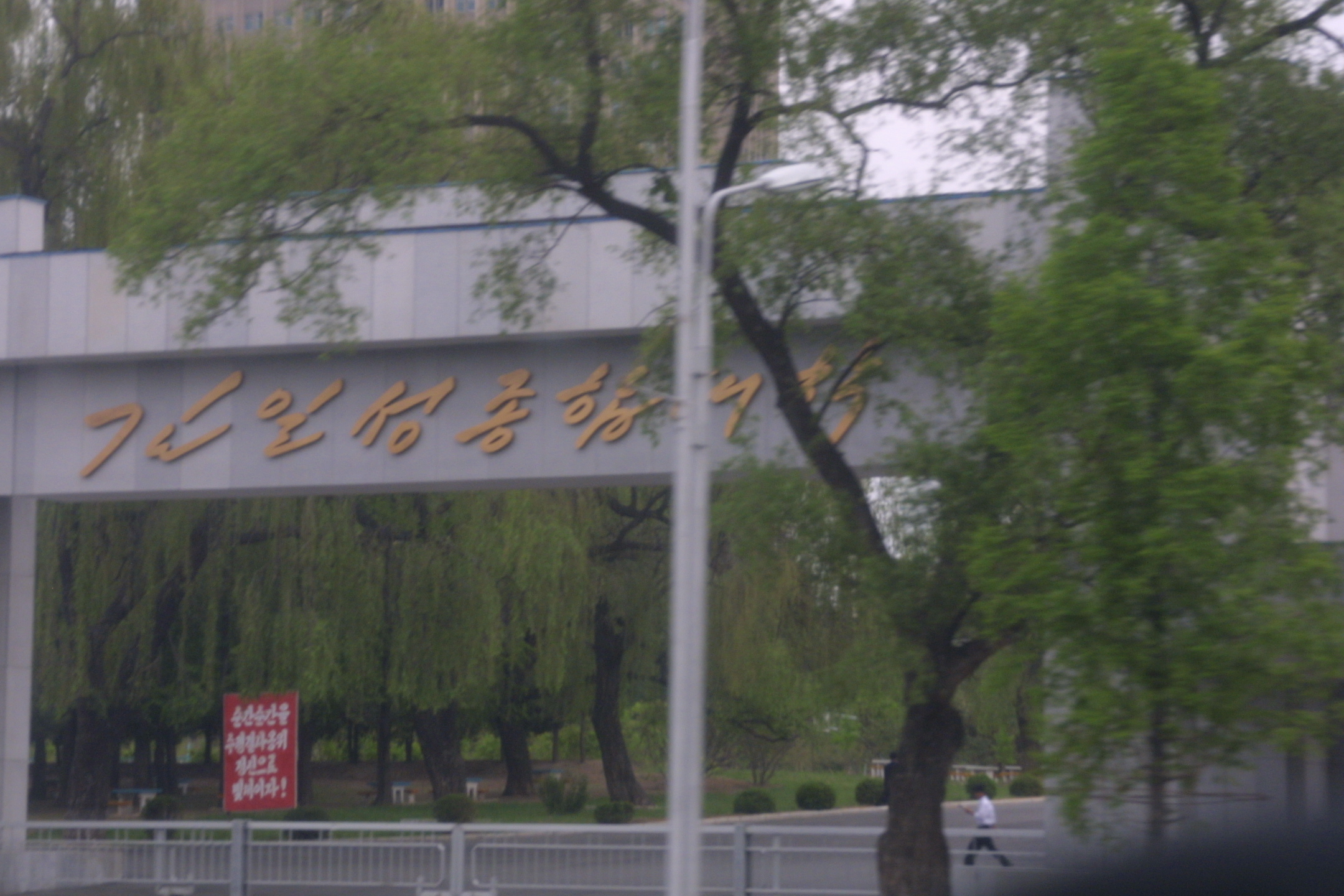
主大門

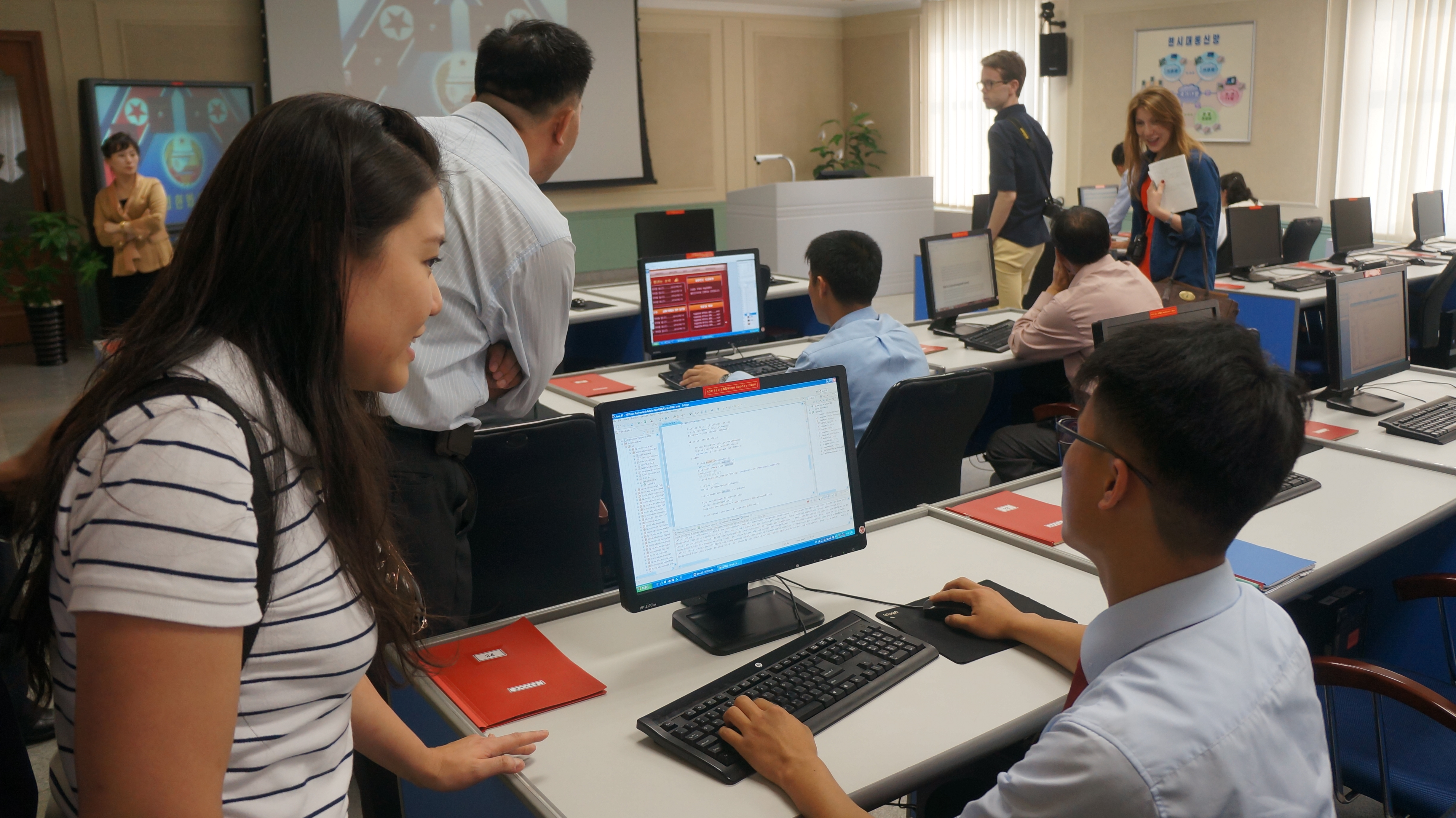
電腦教室

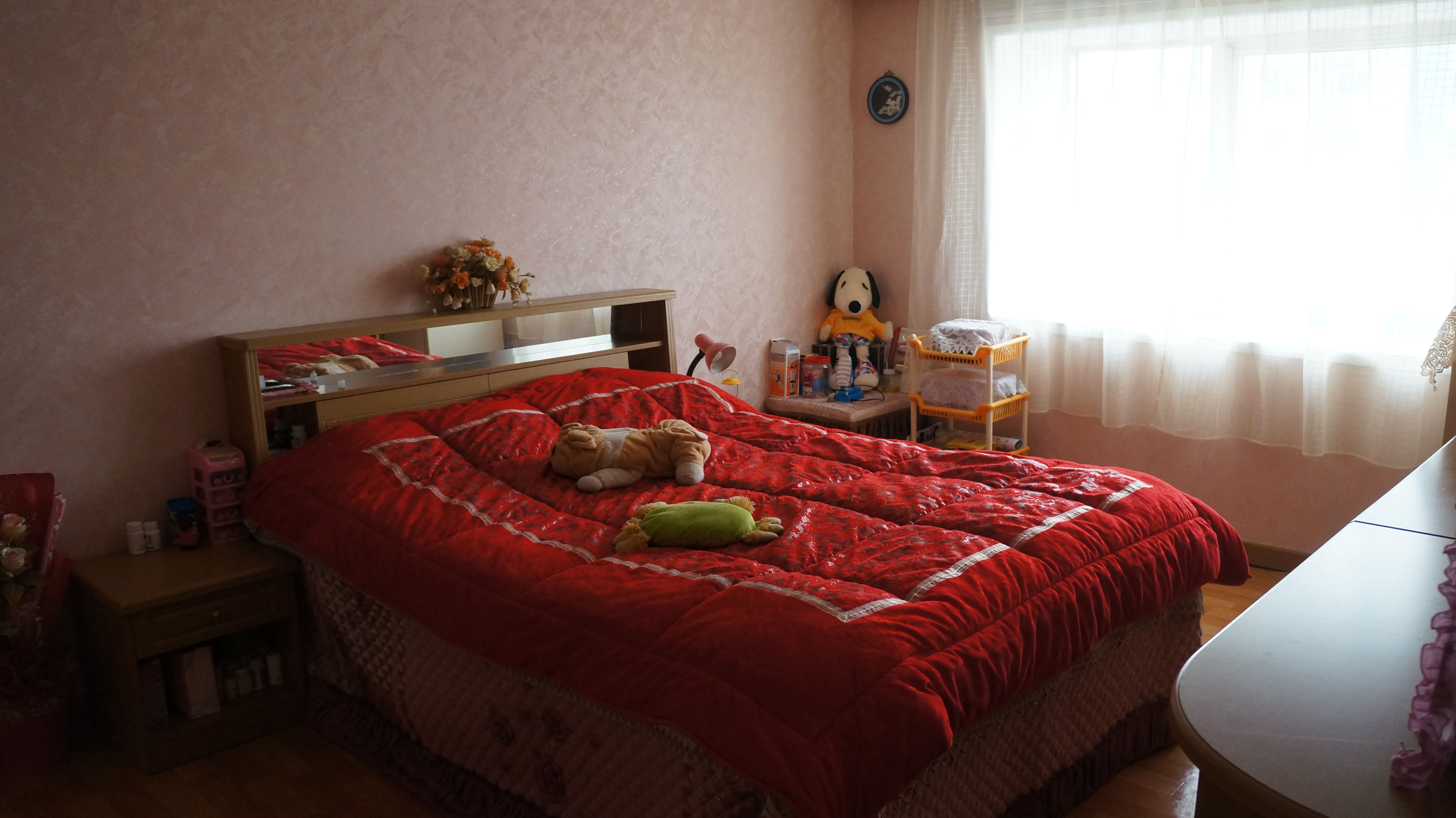
留學生宿舍樣板間

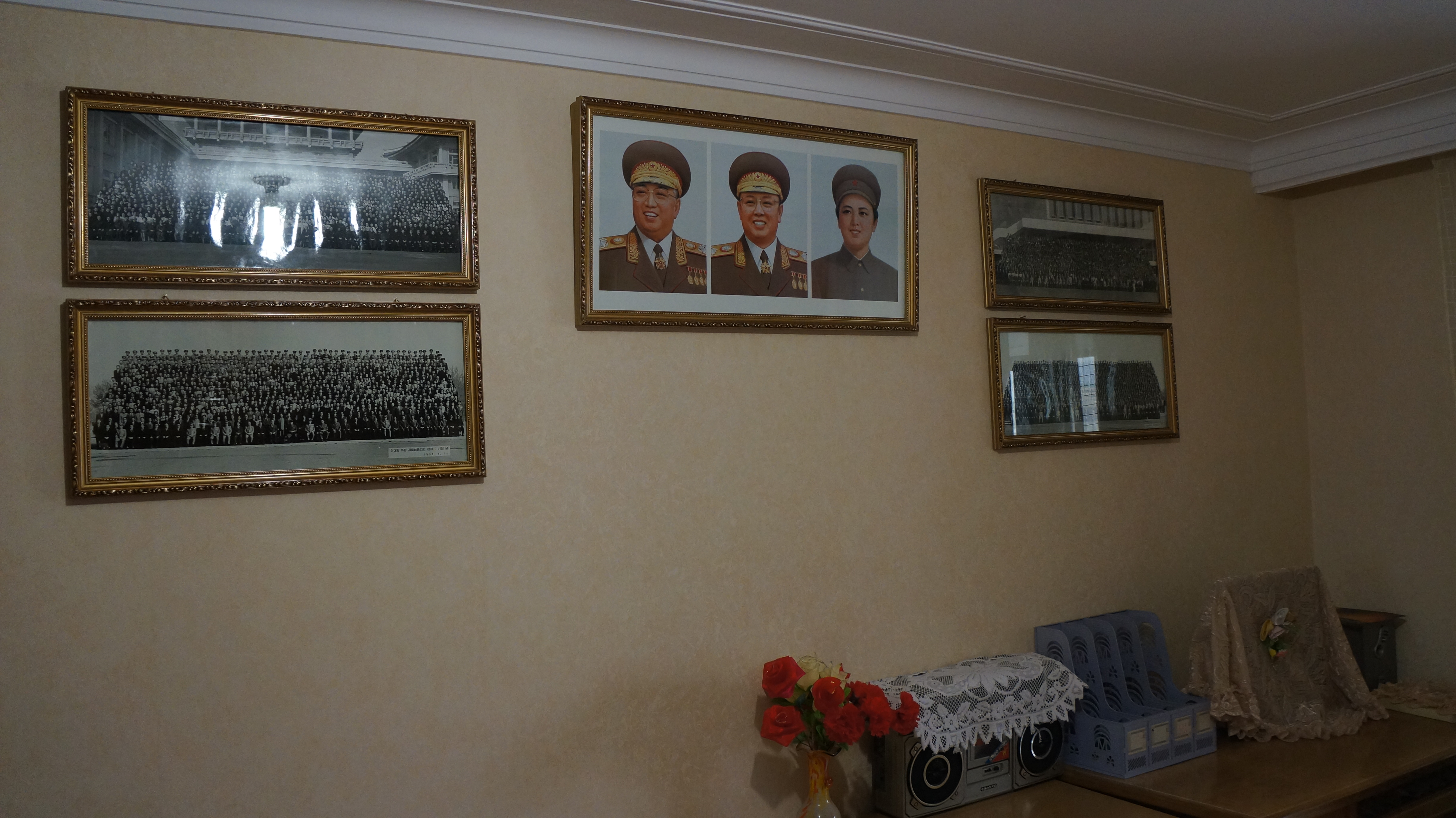
教授辦公室

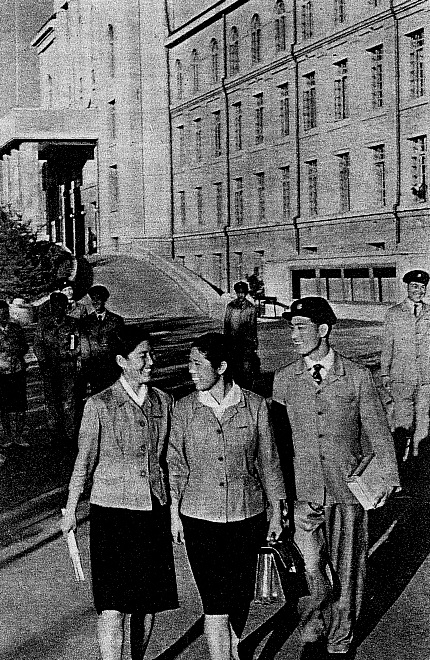
1960年代的招生說明照

- 文學專科大學
- 法律專科大學
- 電腦科學專科大學
- 財政專科大學
- 醫學專科大學
- 農業專科大學
- 桂應泰農業大學
- 歷史系
- 哲學系
- 政治經濟學系
- 外國語文系
- 物理系
- 數學力學系
- 生命科學系
- 化學系
- 地球環境科學系
- 地質系
- 原子能系
- 體育系
- 再教育學系
- 黎明大街：供大學教授居住的地方

## 著名人物
電子材料研究所所長：金相玉教授，勞動英雄、人民科學家、院士、博士。他曾研發出壓電瓷材料。
物理系系主任：徐相國教授，朝鮮國防委員會「極密委員」（負責朝鮮極密工作的專職委員）、勞動英雄、博士，曾獲「金日成獎」。他是朝鮮的「核彈之父」，專注核武研究。
校長：黃長燁（主體思想理論系統化人物，1997年變節流亡至韓國）、金枓奉（延安派領袖、八月宗派事件失勢，遭金日成清洗）

## 知名校友

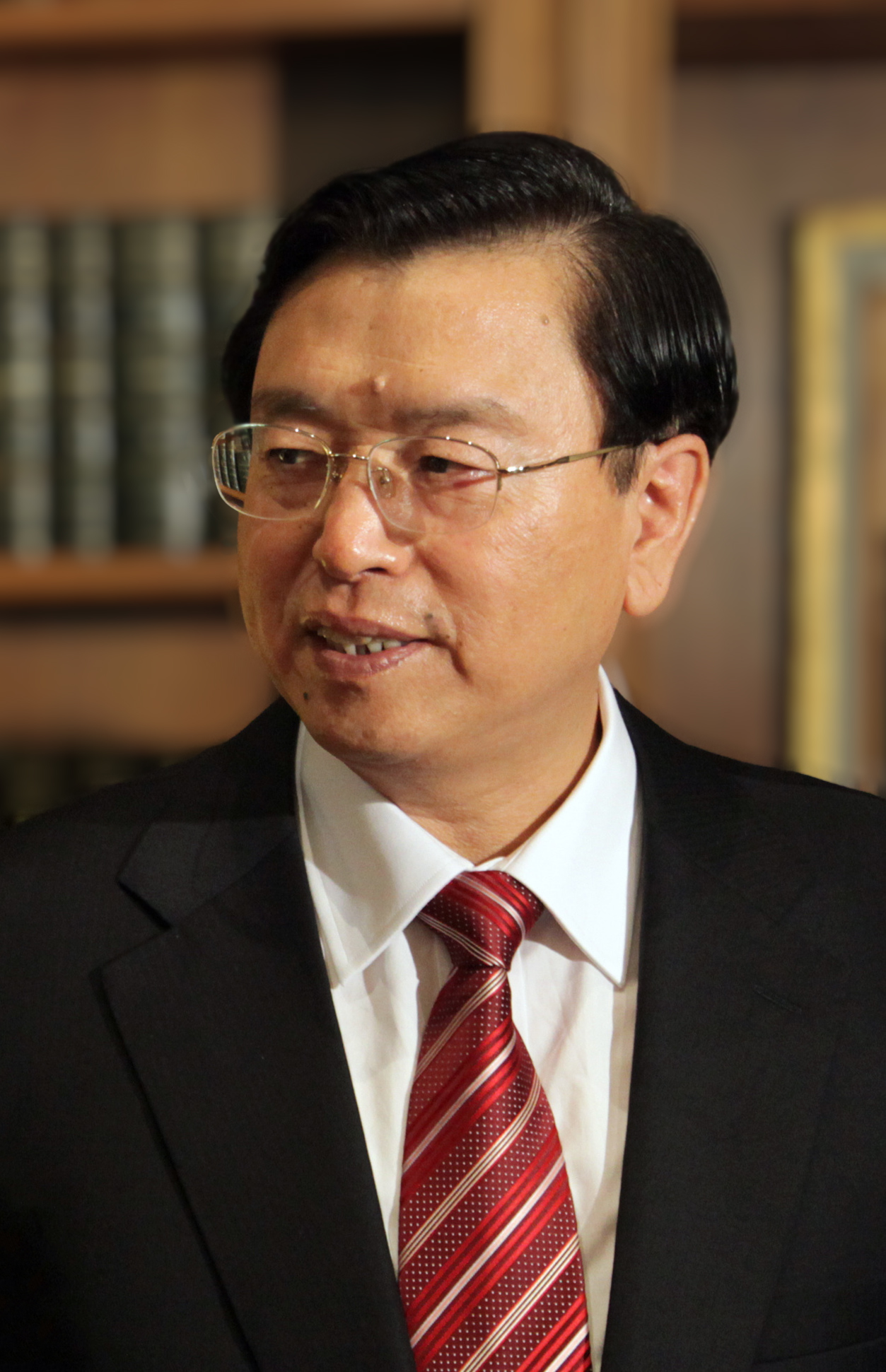
中国国家领导人張德江於1978－1980年就讀該校經濟學系並畢業。

- 金正日：前朝鮮勞動黨總書記，1960年至1964年在這所大學就讀。
- 金正恩：現任朝鲜最高領導人。
- 尹基貞：現任朝鮮人民經濟大學校長，畢業於該校經濟法學系。[2]
- 張德江：中共第十八届中央政治局常务委员会委员（位列第三）、全国人民代表大会常务委员会委员长，於1978至1980年在該校經濟學系就讀並畢業。[3]
- 孫啟林：中國東北師範大學教育科學學院（田家炳教育書院）資深教授，於1973至1977年在該校朝鮮語言文學系就讀並畢業。
- 金柄珉：中國延邊大學校長，教授於1982至1985年在該校博士院攻讀文學副博士學位並畢業。
- 姜海舜：中國延邊大學法學院院長許元憲和法學院所長，於2006年9月26日獲授予法學博士學位，兩人修讀了該校的函授博士課程。
- 韓　哲：中國延邊大學圖書館研究員，於2006年9月26日獲授文學博士學位，他修讀了該校的函授博士課程。
- 安炳浩：中國北京大學東方學系朝鮮語教研室教授。於1960年在該校畢業並獲頒副博士學位，其後於1984年獲朝鮮國家學術委員會授予博士學位。（页面存档备份，存于）
- 全炳善：中國吉林省延邊社會科學院語言研究所所長，於1994至1995年在該校留學並獲頒副博士學位，老師為金英晃教授。他其後於1999年在朝鮮獲頒博士學位，老師為朝鮮社會科學院教授鄭順基。（页面存档备份，存于）
- 范进云：越南駐韓國大使，於1967至1972年在該校攻讀朝鮮文學畢業。
- 劉宇輝：曾任中國駐朝鮮大使館及中國駐韓國大使館文化參贊，曾於1981至1983年該校攻讀朝鮮文學和藝術碩士學位，並任中國留學生黨支部書記，其後獲得象徵最高榮譽的金日成勳章。
- 赵嘉鸣：上海市委常委、宣传部长。